# متعب بن محروت الهذال
الشيخ متعب بن محروت بن فهد الهذال (1926 - 27 تموز 2023) مواطن عراقي، وشيخ مشايخ قبيلة عنزة، وهو الابن الثاني للشيخ محروت بن فهد الهذال أحد أشهر شيوخ قبيلة عنزة على مستوى العراق ومجلس التعاون لدول الخليج العربية والجزيرة العربية والشام.

## عن حياته
ولد الشيخ متعب بن محروت بن فهد (البك) بن عبد المحسن بن الحميدي بن عبد الله بن هذال في عام 1926 ميلادياً في العاصمة العراقية مدينة بغداد، وكان يسكن بشكل دائم في ناحية النخيب في محافظة الأنبار غرب العراق، تدربَ على يد والده الأمير محروت فيما يخص إدارة شؤون المشيخة، وكان يرسله بعثات مع مجموعة من الخبرات الكثيرة ليتعلم منهم، وقد قاد قبيلته في حياة والده طيلة 10 سنوات، ووصل إلى مكانة رفيعة بين شيوخ البدو لطموحه في زعامة البدو، وكونه مؤهلاً في العديد من أمور القبائل والعشائر الصحراوية، وقد عرف بقراراته الصارمة، كما عرف بحكمته وشجاعته، وقد انتشر اسمه بين الدواوين، وقد كانت ترجع له العديد من القبائل البدوية في المرافعات العشائرية، وكان يعرف عنه حسن الصفات والأخلاق وكريم العطايا وفي معاملته لضيوفه، وعلى ذلك كان صاحب مواقف وصلابة، الأمر الذي زاد من محبة ورصيده في قلوب العشائر العربية وحكام العرب، وقد اعتبروه مرجعاً لهم عادلاً وصلباً في الحق.

## حياته الأسرية
الشيخ متعب بن محروت الهذال متزوج ولديه 6 أبناء:
- سطام.[4]
- ممدوح.
- أورنس.
- حمود.
- خالد.
- طراد.
- سامي.
- وائل.
- راكان.[5]

### وفاة أورنس
في 30 كانون الثاني عام 2015 قُتلَ الشيخ أورنس بن متعب الهذال، عضو مجلس النواب العراقي، وهو أحد أنجال شيخ مشائخ قبيلة عنزة، وقد لقي الفقيد مصرعه في تفجير أليم في مضيف الهذال في قرية الهَبّارية بناحية النخيب في محافظة الأنبار بالعراق، وقد اغتاله انتحاري كان يقود صهريجاً مفخخاً، استطاع اقتحام المنزل، وقد أسفر ذلك العمل الانتحاري عن مقتل الانتحاري والأمير وإصابة خمسة من أقاربه، من الذين كانوا في المنزل وقتها، وقد كان يعرف عنه مدى كرهه وعداءه للجماعات المتطرفة، الأمر الذي جعلت من جماعة داعش هي أولى من يشار إليها بالاتهام في تلك القضية.

## مشاركته في معركة الحواسم
كان لمتعب محروت الهذال مشاركة في معركة الحواسم ضد الغزو الأمريكي سنة 2003، قال الضابط العراقي الفريق الركن صلاح عبود محمود في كتابه (الغزو الأمريكي للعراق عام 2003) "إن المعارك لا زالت مستمرة في مناطق البصرة وأم قصر وان التقدم قد اتضح على ثلاث محاور، هي طريق الخـط الاسـتراتيجي، وطريق المرور السريع، وطريق (الناصرية – الكوت) وأخبرني أن الموافقة قد حصلت على سحب فوج الحدود من النخيب، فطلبتُ من قائد قوات الحدود أن يصدر أمرا بسحب الفوج ليلتحق بلوائه في كربلاء، على أن يتجنب الـتامس المـدرعات الأمريكية المتواجدة في البادية الغربية، وللدلالة طلبتُ أن يتصل آمر الفـوج بالشـيخ متعـب محـروت الهـذال المعروف بوطنيته1 ويبلغه تحياتي ليرسلَ معهم مـن يـدلّهم على طريق يؤدي إلى كربلاء لم يصله الأمريكان، أرسل الشيخ ابنه أورنس(1) لدلالتهم حتى وصلوا كربلاء.

## حبسه عند الجيش الأمريكي المحتل
قبضت قوات الجيش الأمريكي أثناء احتلالها للعراق عام 1424 هجرياً على الشيخ متعب بن محروت الهذال، وقد كان يبلغ حينها قرابة 70 عاماً، وكان ذلك على إثر اتهامه باستضافة عناصر من خارج دولة العراق، وقد تدخلت القيادات الخليجية للضغط على متخذي القرار في الولايات المتحدة الأمريكية، حتى يُطلقَ سراحُه كونه زعيم عشيرة كبيرة، وعن جميع الأفراد معه من عائلته، وقد بلغ عددهم حينها قرابة 70 فرداً، وبالنهاية وعدت الحكومة الأمريكية بإطلاق سراحه، ولكنهم لم يلتزموا بهذا الوعد، الأمر الذي جعل الشيخ متعب يستقر في محبسه فترة طويلة، وفي 30 نيسان سنة 2006، أصابت متعب بن محروت أزمةٌ قلبية، فأمر الأمير سلطان بن عبد العزيز آل سعود باستقبال الشيخ متعب في مركز الأمير عبد الله بن عبدالعزيز بن مساعد لأمراض القلب، ثم نُقل إلى مستشفى القوات المسلحة بالرياض، وكان دخوله عن طريق منفذ عرعر الذي لم يكن حينئذٍ يُفتح لغير الحجاج.

## الهوامش
- «1»:قال المؤلف في كتابه المنشور سنة 2019 "المعروف بوطنيته رحمه الله" وهو سهو.
- «2»:أورنس اسم لنوع من الورود تنبت في البادية.